# Городовиковск
Городовиковск (рус. Городовиковск) град је у Русији у Калмикији. Према попису становништва из 2010. у граду је живело 9565 становника.

## Становништво
| 1939. | 1959. | 1970. | 1979.  | 1989.  | 2002.  | 2010. |
| ----- | ----- | ----- | ------ | ------ | ------ | ----- |
| 3.979 | 4.619 | 7.804 | 11.879 | 11.902 | 10.940 | 9.565 |